# 普洛斯卡 (利維夫州)
49°34′27″N 24°26′1″E / 49.57417°N 24.43361°E
普洛斯卡（羅馬化：Ploska）是烏克蘭西部的村莊，隸屬利維夫州的利維夫區。該村面積0.64平方公里，海拔高度296米，2001年人口21，人口密度每平方公里32.81人。